# 바보같은 사랑
《바보 같은 사랑》은 2000년 4월 24일부터 2000년 6월 27일까지 방영된 한국방송공사 월화 미니시리즈이다.

## 등장 인물
- 이재룡 : 진상우(남, 33세) 역

봉제공장 재단사. 뺀질거리며 유들유들하고 생활력도 없으며 진지하지도 못하다. 천하의 바람둥이에 어찌 보면 순수하고, 어찌 보면 철없다. 홀어머니에게 천하의 쓸데없는 놈이라 소리를 듣고, 아내 영숙도 웬수같은 인간이라 대놓고 면박을 주기 일쑤다. 야간 고등학교에 가서 졸업도 하기 전에 일터로 내몰리며 너무 일찍 세상을 알아버렸다. 돈도 빽도 학벌도 없는 그에게 세상은 힘겹고 무서웠다.
- 배종옥 : 정옥희(여, 33세) 역

미싱보조. 여리고 맑고 얼핏 보면 모자라기까지 하다. 젖 먹을 나이에 고아원에 버려져, 그곳에서 중학교를 간신히 졸업하고 바로 봉제공장에 취직했다. 겁이 많아 미싱은 배우지 못하고 만년 보조로 있다. 공장장한테 겁탈을 당할 위기에 처할 때 용배가 현장을 목격하고 구해주며 그들은 그렇게 상투적으로 만났다.
- 방은진 : 오영숙(여, 31세) 역

상우의 처. 시장에서 리어카 커피를 판다. 화끈하며 뒤끝이 없이 시원시원한 성격을 가졌다. 가난한 집에 장녀로 태어나 생계를 위해 서울로 올라와 밑바닥 여자들이 으레 거치는 일터들을 고루 거쳤다. 외로웠고 무엇보다도 친정의 그늘에서 벗어나고 싶어 별볼일없는 상우와 결혼을 한다. 하지만 쓰레기 피하려다 똥구덩이에 빠진다고 결혼 후 더욱더 힘들어졌다.
- 김영호 : 조용배(남, 35세) 역

옥희의 남편(동거인). 성인 나이트클럽 웨이터로 폭력 전과 3범이며 무뚝뚝하고 거칠고 말이 없다. 집나간 아내를 찾을 때까지 아들 재민을 돌봐줄 여자가 필요해서 옥희와 살고 있다.
- 여운계 : 상우모(여, 62세, 일명 깜장할매) 역

연탄가게 담배가게를 한다. 세상에 맘에 드는 일이란 하나도 없는 인물이다. 호랑이처럼 무섭고 무뚝뚝하고 생활력이 강하다. 일련의 그런 사건을 겪으면서 그녀가 배운 게 있다면, 못 배운 것도 못사는 것도 세상살이에 죄가 된다는 것이다.
- 박원숙 : 김미숙(여, 48세, 미싱사) 역

상우와 옥희가 다니는 공장의 미싱사. 옥희와 용배가 세들어사는 집의 주인이기도 하다. 산전수전 다 겪은 인물이다. 통크고 호탕하고 불의를 참지 못하는 성격이다. 어떡하면 인생을 재미나게 살까 도모하는 게 그녀의 하루 일과다. 가끔은 술도 마시고, 노래도 하며 매일을 웃으며 산다.
- 한진희 : 이한방(남, 48세) 역

평생 직업이라곤 가져보지 못한 인물이며 마지못해 생계수단으로 공공근로사업에 나간다. 말 많고 탈 많고 뻔뻔하며 능글맞지만 근본까지 나쁜 인간은 아니다. 못 배우고 가진 기술 없는 그에게 그런 성격은 차라리 생존수단의 한 방법이다.
- 곽정욱 : 조재민(남, 9세) 역

용배의 아들. 똑똑하고 다부지다. 술을 먹으면 뒤집어지는 용배를 무서워하지만 결코 그 앞에서 기가 죽지는 않으며, 옥희를 친엄마처럼 따른다.
- 박성미 : 장명자(여, 37세) 역

시장에서 어물전 좌판을 한다. 영숙과는 시골 한동네 살던 언니벌이다. 인정 많고 사리 분별 바르고 성실하다. 영숙이 속내를 터놓고 사는 유일한 사람이며 고생만 하며 사는 영숙을 누구보다 불쌍히 여기고 아껴준다.
- 조재완
- 김지영
- 김규철
- 박영관
- 정지안

## 수상
- 2000년 민주언론운동시민연합 `올해의 좋은 방송' 선정
- 2000년 KBS 연기대상 여자 우수 연기상 배종옥

## 경쟁 프로그램
MBC 월화드라마
- 《허준》 1999년 11월 22일 ~ 2000년 6월 27일

SBS 월화드라마
- 《사랑의 전설》 2000년 3월 6일 ~ 2000년 5월 23일
- 《도둑의 딸》 2000년 5월 29일 ~ 2000년 9월 26일

## 참고 사항
- KBS는 <바보같은 사랑> 이후 야구드라마 <공주와 장군>, <동양극장-별과 바람의 노래>를 편성할 예정이었지만 <공주와 장군>은 프로야구 구단 측의 협조 난색으로 취소됐으며 <동양극장-별과 바람의 노래>는 캐스팅의 어려움으로 무산되었다가 2001년 주말극으로 변경됐다.
- 가수 정재은의 8집 수록곡에서 제목을 따 왔다.
- 동시간대 전설적인 시청률을 기록한 드라마 <허준>으로 인해 첫회에 역대 최저 시청률인 1.8%을 기록하며, 끝날 때까지 5%대를 기록하며 고전을 면치 못했다.[1]
- 드라마를 완만하게 전개시켜 시대감각에 맞는 서민들 사랑의 군상을 그리는 데 실패하였으며 대다수 시청자들로부터 외면받았다.
- 그러나 노희경의 감칠 맛 나는 대사, 표민수 PD의 군더더기없는 깔끔한 연출 등이 호평을 받았으며, '저주받은 걸작'이라는 찬사를 받았다.[2][3]
- 또한, 중앙 일간지 및 통신사 방송담당기자들이 뽑은 올해의 최고 프로그램에 선정[4]되었다.
- 남편과 동거녀를 욕설과 폭행하는 행위[5]가 지적됐다.

## 같이 보기
- 영화 《우묵배미의 사랑》